# Dorfkirche Buhla

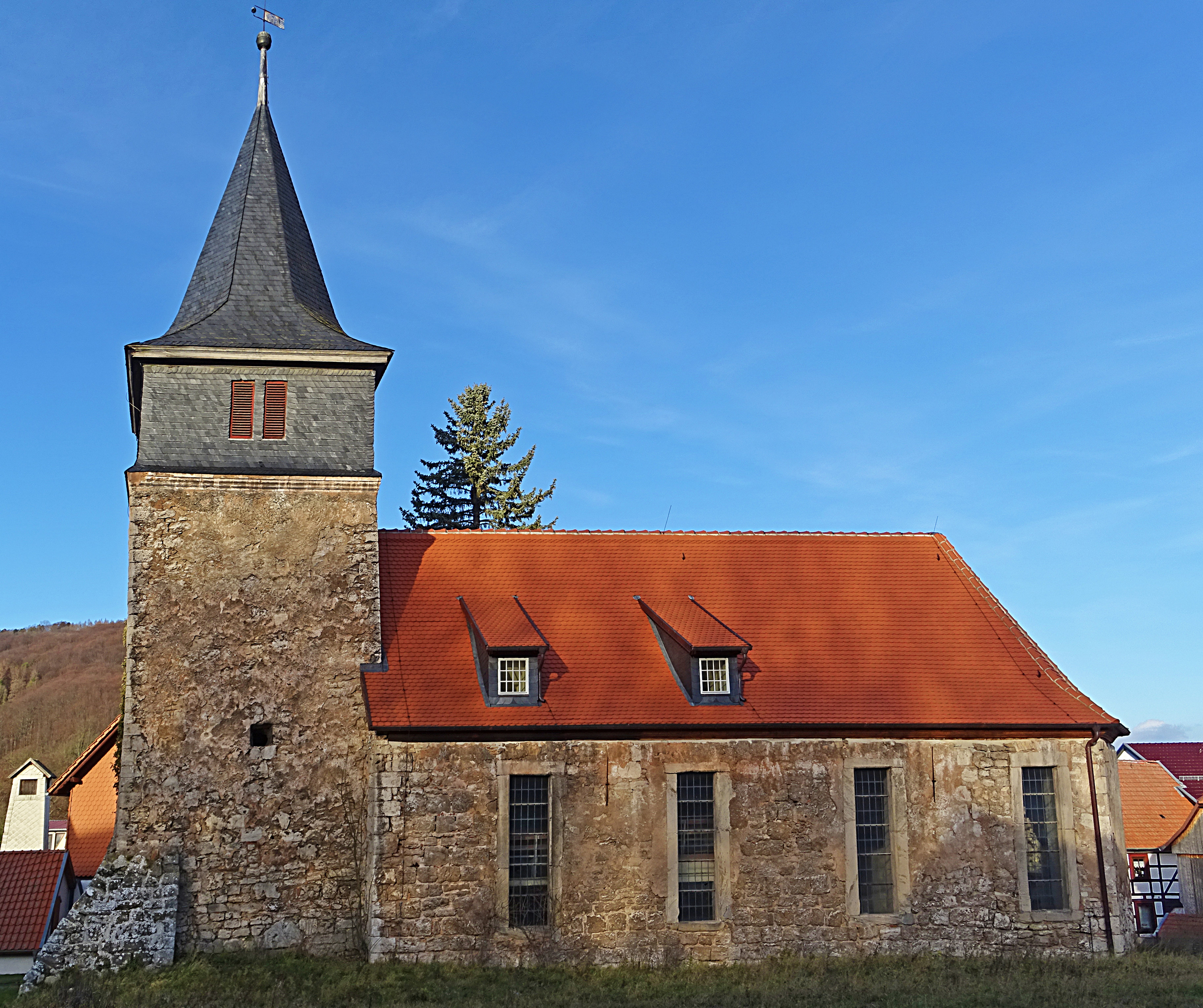
Dorfkirche Buhla

Die evangelisch-lutherische Filialkirche steht in Buhla, einer Gemeinde im Landkreis Eichsfeld in Thüringen in Deutschland. Die Kirchengemeinde Buhla gehört zur Pfarrstelle Sollstedt im Kirchenkreis Südharz der Evangelischen Kirche in Mitteldeutschland.
Die im Kern gotische Saalkirche aus Bruchsteinen hat einen dreiseitigen Abschluss des Chors. Sie wurde 1620/50 umgebaut und 1750 nochmals verändert. Der eingezogene Kirchturm im Westen wurde angeblich 1726 neu erbaut, er ist jedoch teilweise noch gotisch. Sein verschieferter Aufsatz aus Fachwerk und das Pyramidendach stammen von 1825. Die Westecken des Turmes sind nachträglich durch abgeschrägte Strebemauern verstärkt. Das Kirchenschiff ist von einem hölzernen Tonnengewölbe überspannt. An drei Seiten befinden sich Emporen. Der Kanzelaltar von 1740 hat Ornamente aus Blattwerk. Das Gesprenge hat einen geöffneten Giebel und trägt die Wappen derer von Berlepsch und von Häßler. Zuoberst befindet sich eine Statuette von Jesus Christus aus Holz mit Siegesfahne zwischen Engeln. An der nordwestlichen Außenwand ist ein Epitaph mit der Figur eines Ritters, vermutlich aus dem 17. Jahrhundert.
Die Orgel mit 15 Registern, verteilt auf zwei Manuale und Pedal, wurde 1850 von Gottlieb Knauf gebaut.